# 4th Armoured Division (Vereinigtes Königreich)

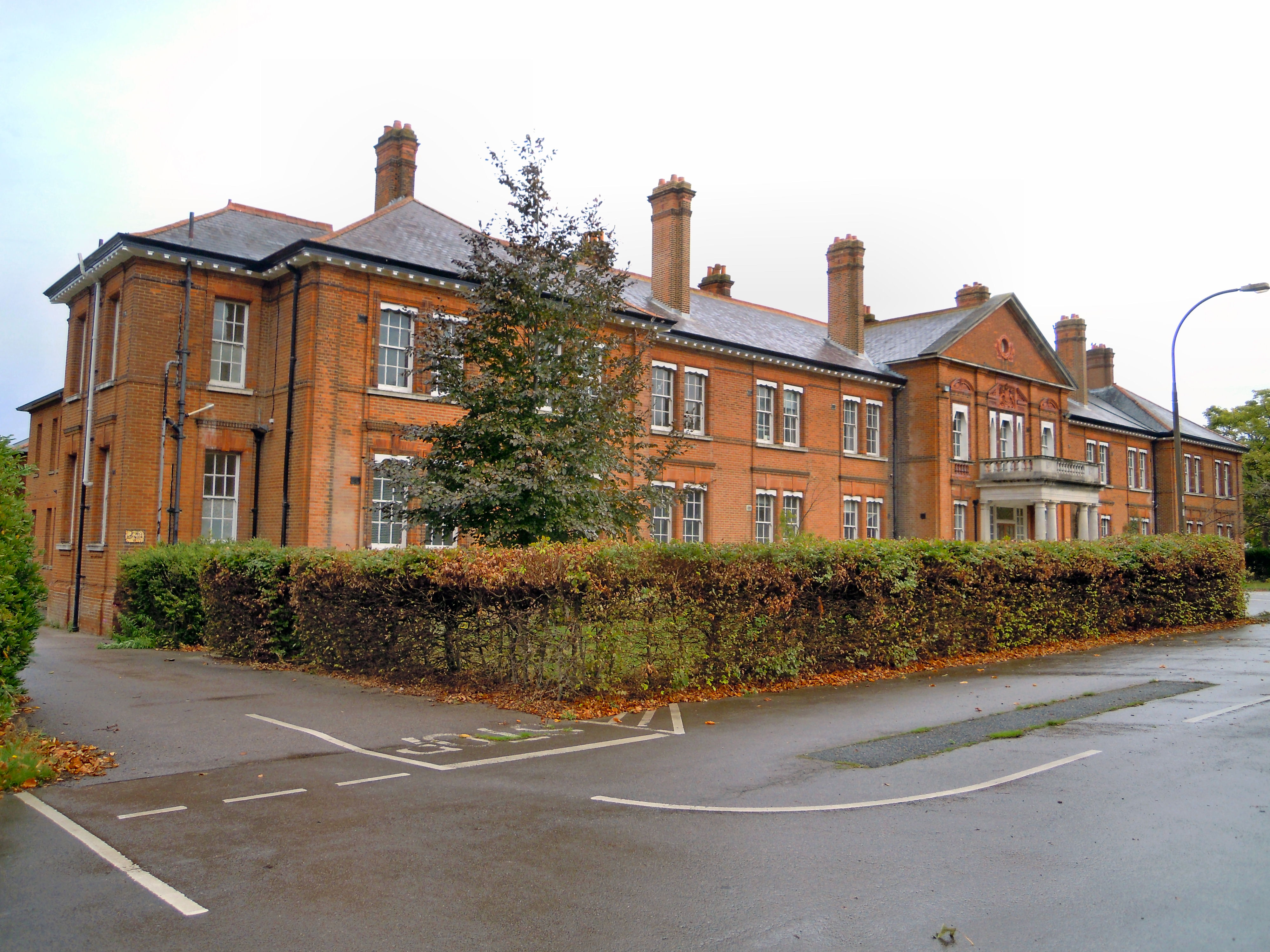
Hauptquartier der 4th Armoured Division (UK) von 1995 bis 2011

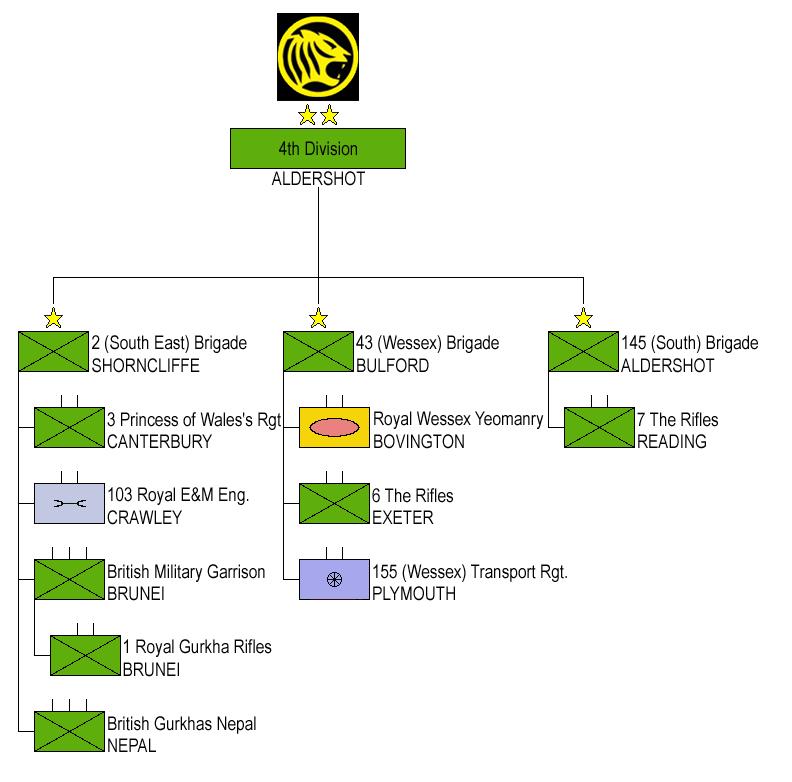
Gliederung der 4th Division (UK)

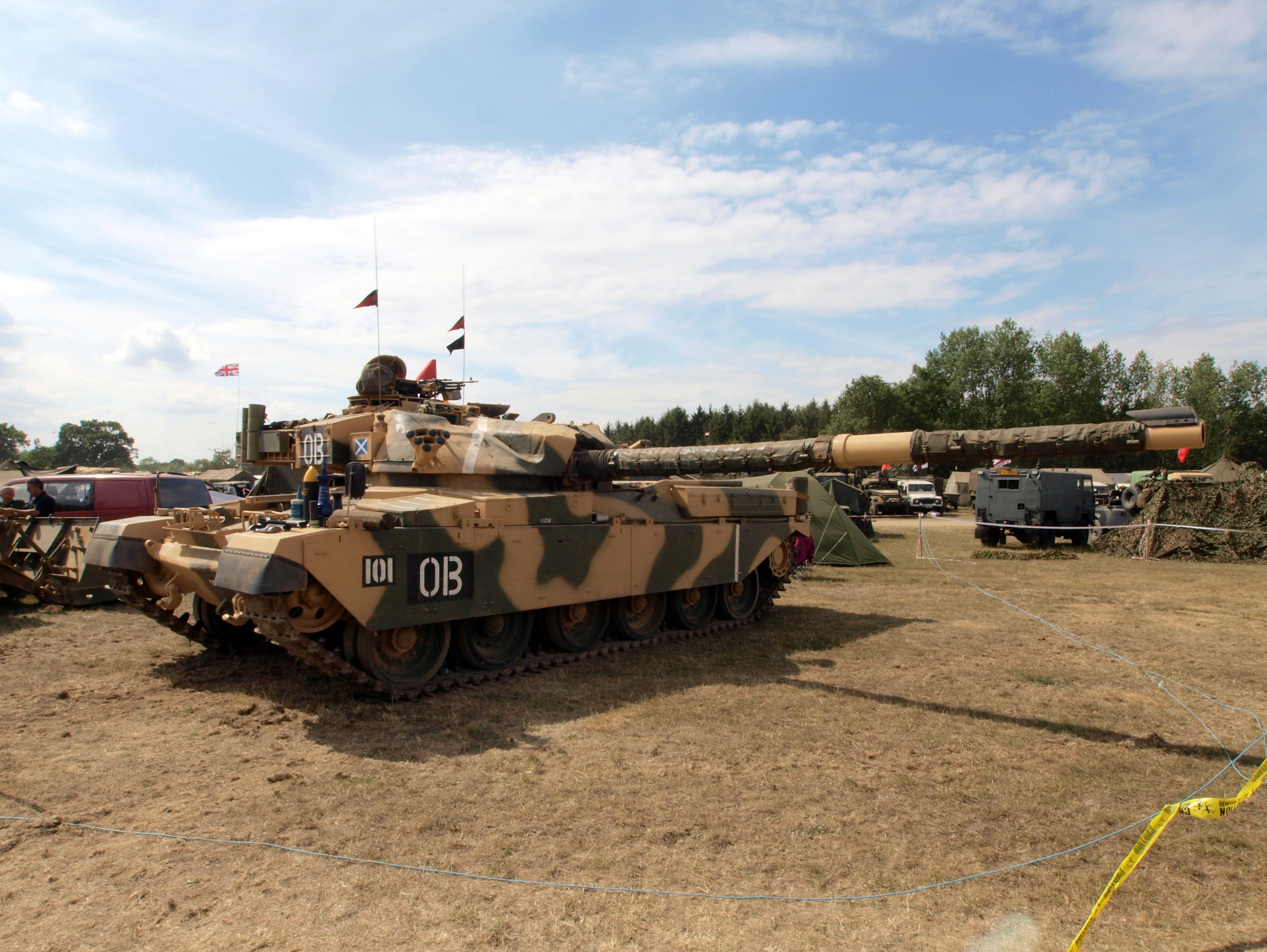
Chieftain-Panzer der Royal Scots Dragoon Guards

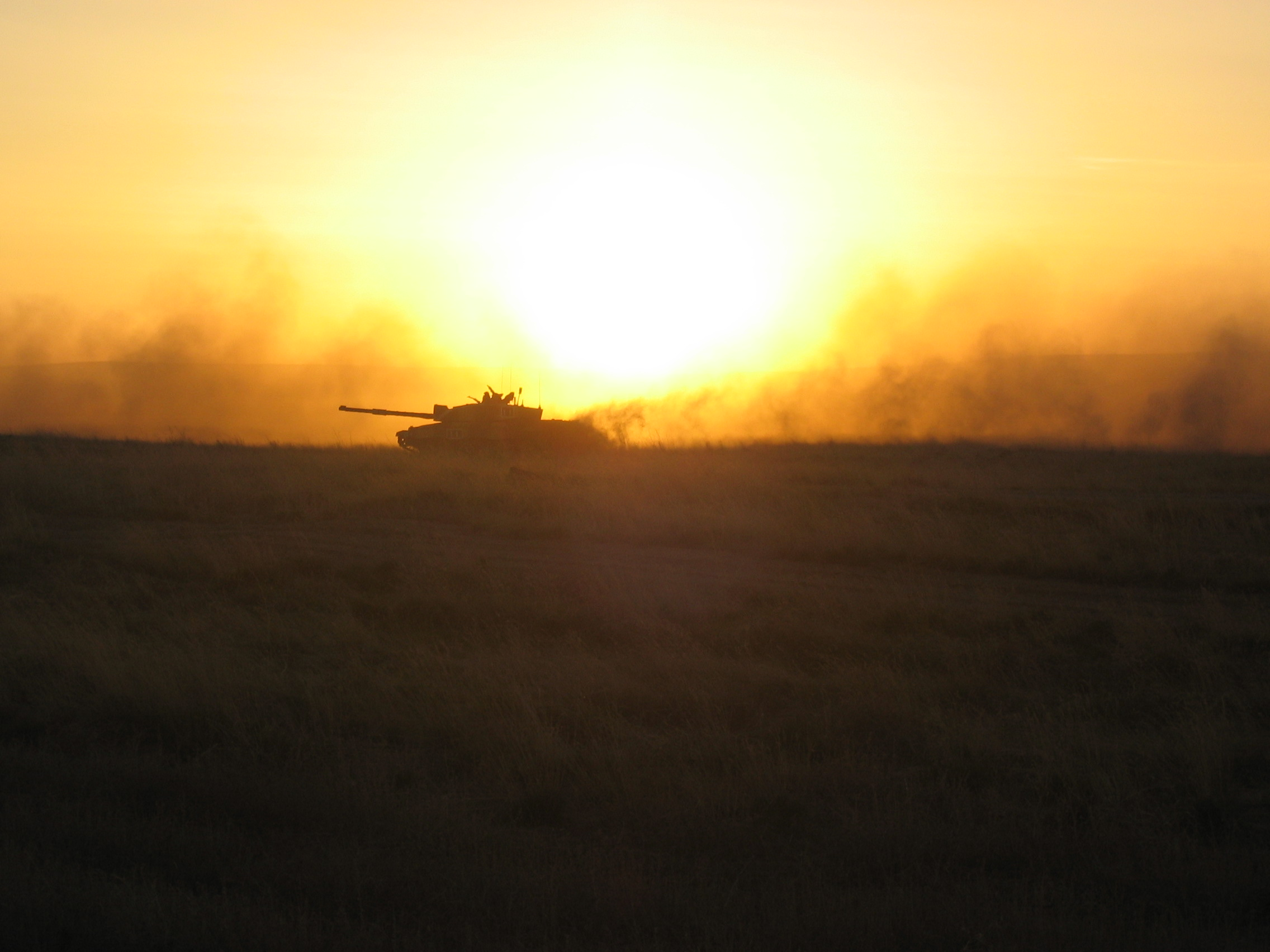
Challenger 2 Panzer der Royal Scots Dragoon Guards auf einem kanadischen Übungsgelände

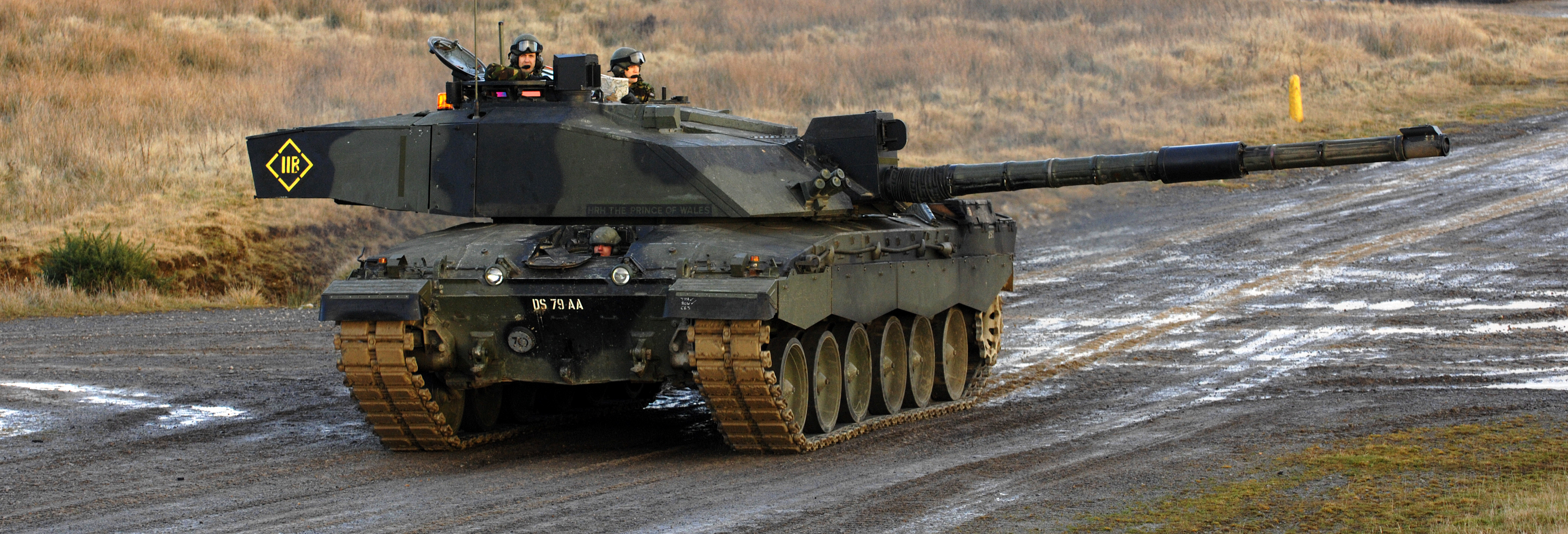
Challenger 2 Panzer der Royal Scots Dragoon Guards auf einem britischen Übungsgelände

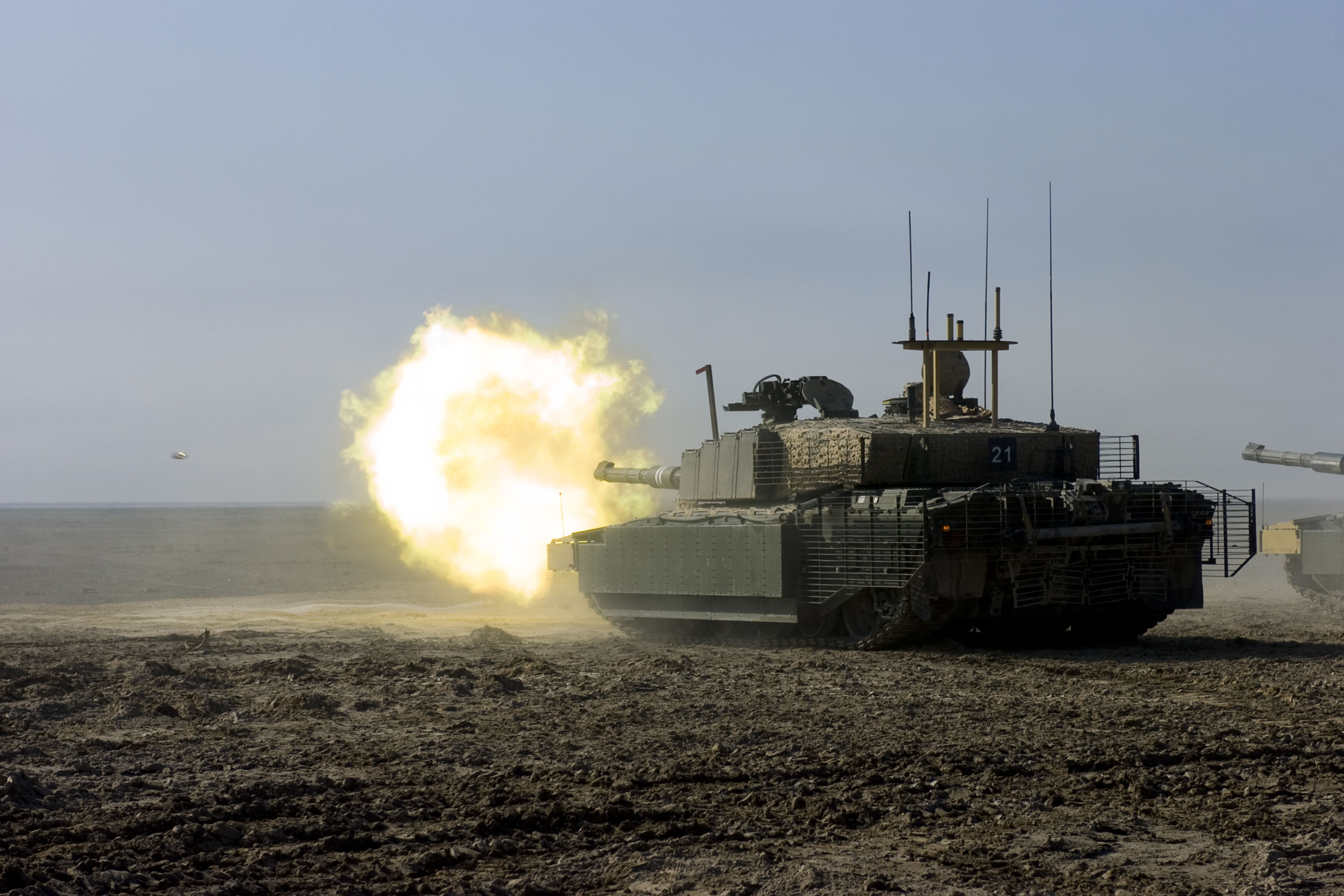
Panzer der Royal Scots Dragoon Guards in Basra

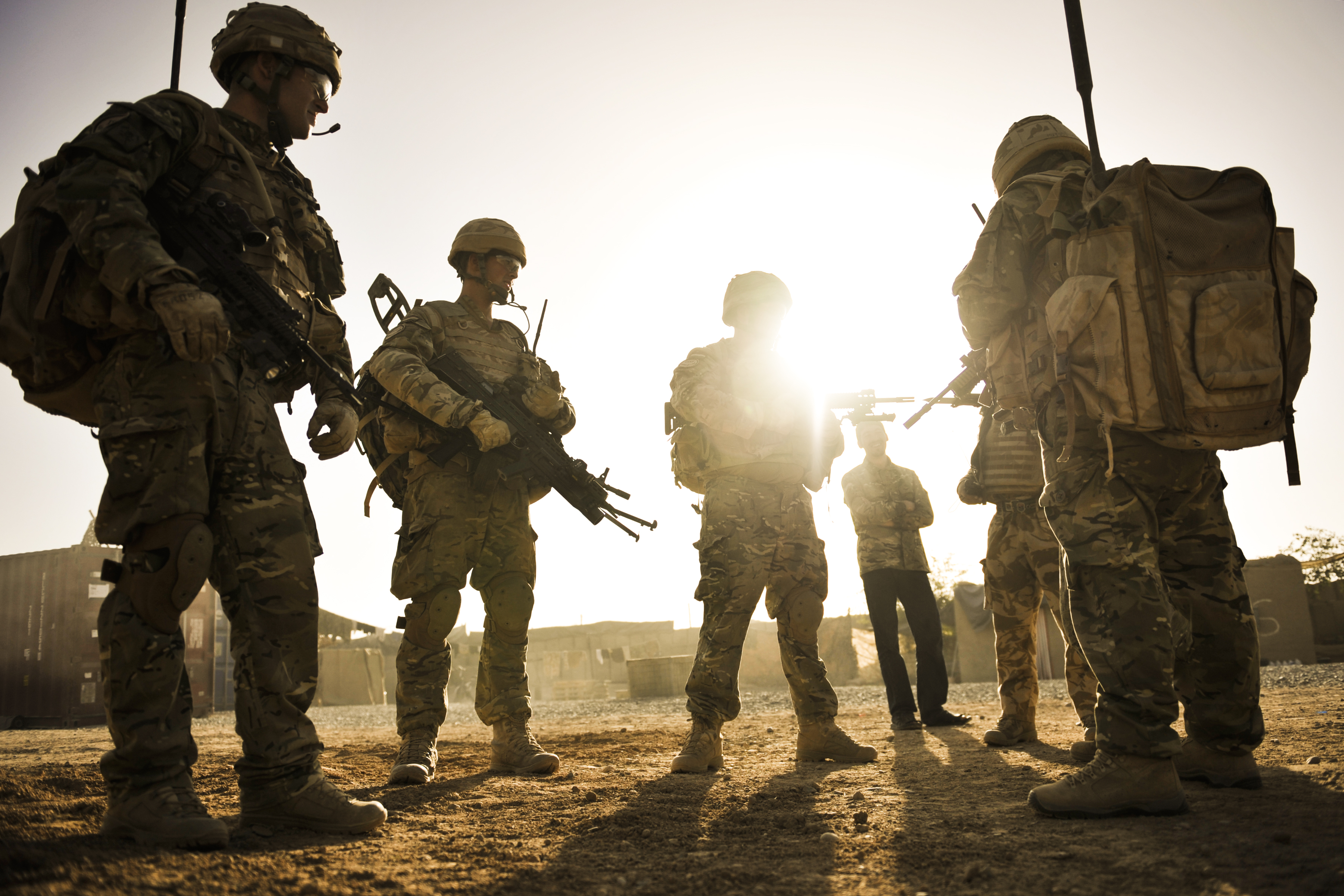
Soldaten der Royal Scots Dragoon Guards auf Patrouille in Afghanistan

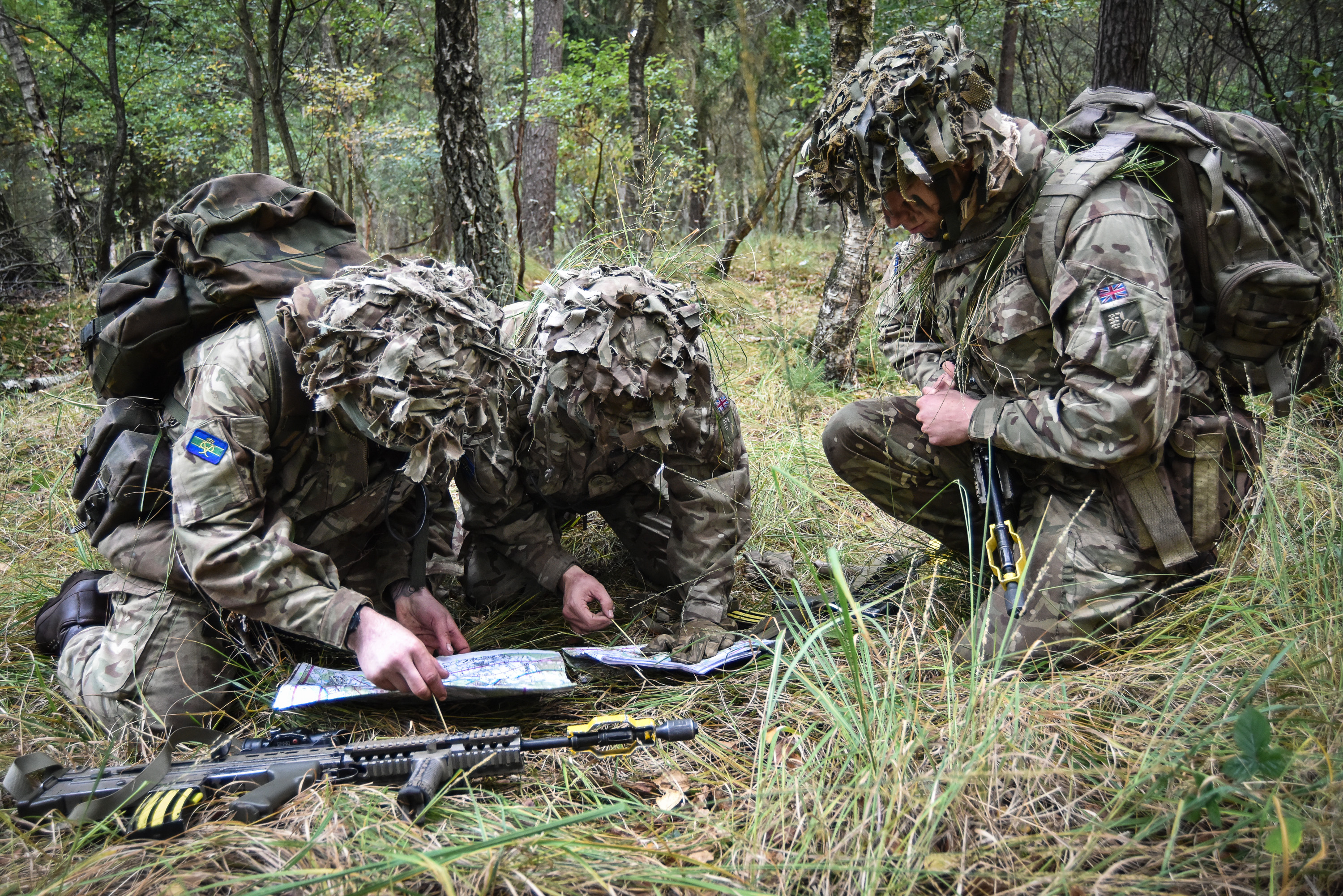
Übung der Queen’s Royal Hussars

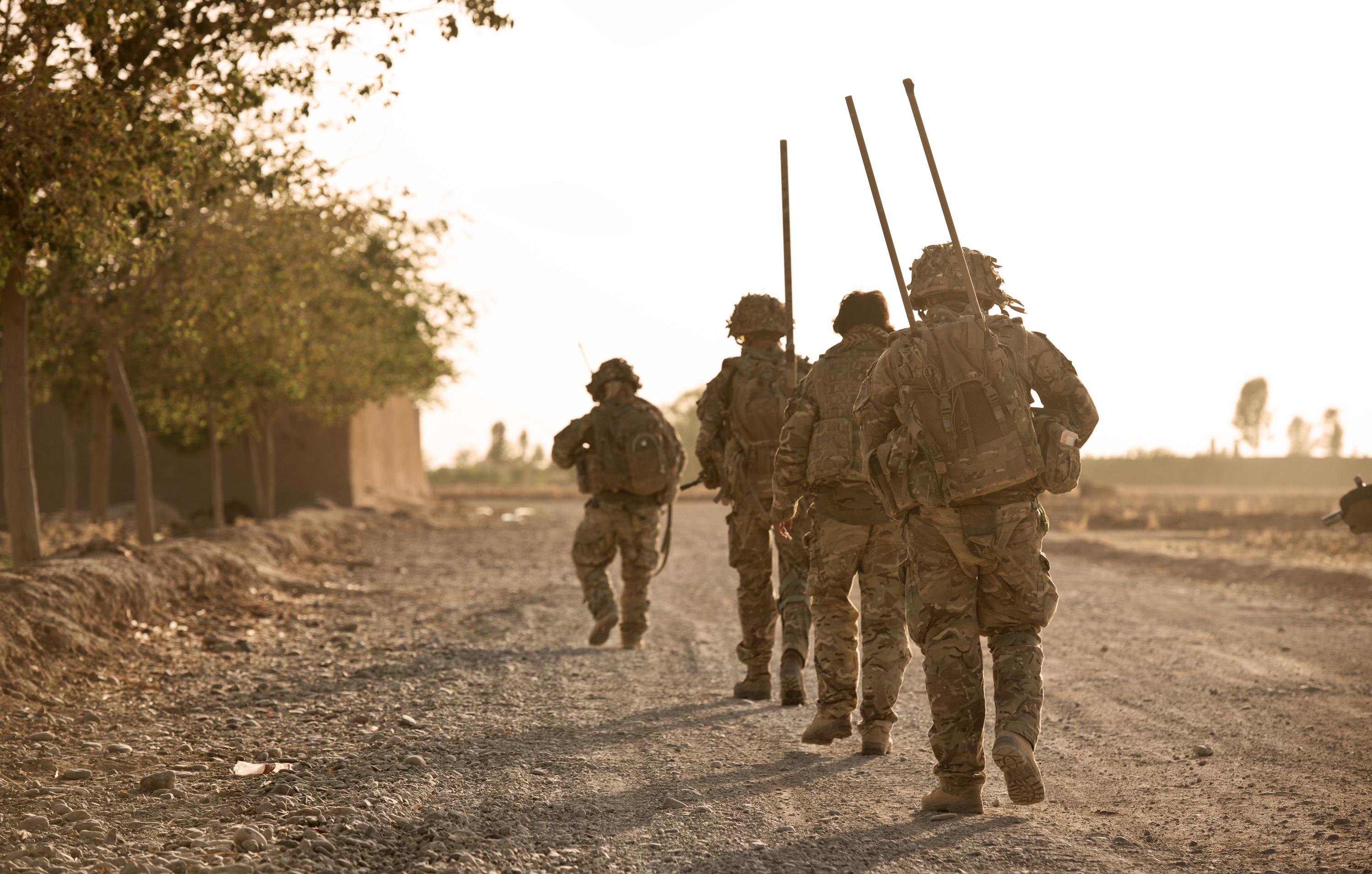
Patrouille der Queen’s Royal Hussars in Afghanistan

Die 4th Armoured Division (deutsch 4. Panzerdivision) war eine Infanterie- und spätere Panzerdivision der British Army, die auf eine lange Verbandsgeschichte zurückblickt. Die 4th Division (UK) nahm an den Napoleonischen Kriegen, am Krimkrieg, sowie Ersten und Zweiten Weltkrieg teil.
Nach dem Weltkrieg wurde sie aufgelöst, jedoch 1950 für den Kalten Krieg wieder reaktiviert. Das Hauptquartier der Division befand sich in Aldershot. Am 1. Januar 2012 wurde die Division erneut aufgelöst.

## Geschichte
Die 4th Division entstand im Jahr 1809 auf ein Geheiß von Arthur Wellesley, 1. Duke of Wellington. Sie hatte ihren ersten Einsatz in den Napoleonische Kriege auf der Iberischen Halbinsel in den Schlachten von Talavera, Salamanca, Badajoz und anderen. 1815 in der Schlacht von Waterloo bildete sie General Wellingtons rechte Flanke, nahm jedoch nicht aktiv an den Kämpfen teil. Später eroberte die Division die Stadt Cambrai. Ihr zweiter großer Einsatz fand im Krimkrieg statt.

### Erster Weltkrieg
Im Ersten Weltkrieg war die 4th Division eine der Ersten des Britischen Expeditionskorps, welche nach Frankreich verschifft wurde. An der Westfront nahm sie an nahezu allen wichtigen Schlachten teil. Dazu gehörten in erster Linie die Schlacht an der Marne (1914), die Erste Flandernschlacht (1914), Schlacht an der Somme (1916) und die Schlacht von Passchendaele/Dritte Flandernschlacht (1917).

### Gliederung der 4th Division im Ersten Weltkrieg
- 10th Brigade
  - 1st Battalion, Royal Warwickshire Regiment
  - 2nd Battalion, Seaforth Highlanders
  - 1st Battalion, Royal Irish Fusiliers
  - 2nd Battalion, Royal Dublin Fusiliers
  - 10th Machine Gun Company, Machine Gun Corps
  - 10th Trench Mortar Battery
  - 1/7th Battalion, Argyll and Sutherland Highlanders
  - 1/9th Battalion, Argyll and Sutherland Highlanders
  - Household Battalion
  - 3/10th Battalion, Middlesex Regiment
  - 2nd Battalion, Duke of Wellington’s (West Riding Regiment)

- 11th Brigade
  - 1st Battalion, Somerset Light Infantry
  - 1st Battalion, East Lancashire Regiment
  - 1st Battalion, Hampshire Regiment
  - 1st Battalion, Rifle Brigade
  - 1/5th (City of London) Battalion, London Regiment (London Rifle Brigade)
  - 2nd Battalion, Royal Irish Regiment
  - 11th Battalion, Machine Gun Corps
  - 11th Trench Mortar Battery

- 12th Brigade
  - 1st Battalion, King’s Own Royal Regiment (Lancaster)
  - 2nd Battalion, Lancashire Fusiliers
  - 2nd Battalion, Royal Inniskilling Fusiliers
  - 2nd Battalion, Essex Regiment
  - 1/2nd Battalion, Monmouthshire Regiment
  - 1/5th Battalion, South Lancashire Regiment
  - 12th Machine Gun Company, Machine Gun Corps
  - 12th Trench Mortar Battery
  - 2nd Battalion, Duke of Wellington's (West Riding Regiment)
  - 2nd Battalion, Royal Irish Regiment

- Artillerie
  - XIV Brigade, Royal Field Artillery
  - XXIX Brigade, Royal Field Artillery
  - XXXII Brigade, Royal Field Artillery
  - XXXVII (Haubitzen) Brigade, Royal Field Artillery
  - CXXVII (Haubitzen) Brigade, Royal Field Artillery
  - 31st Heavy Battery, Royal Garrison Artillery

- Pioniere
  - 7th Field Company, Royal Engineers
  - 9th Field Company, Royal Engineers
  - 1st West Lancashire Field Company, Royal Engineers
  - 1st Renfrew Field Company, Royal Engineers
  - 1st Durham Field Company, Royal Engineers
  - 21st (Service) Battalion, West Yorkshire Regiment (from 21 June 1916)

### Zweiter Weltkrieg
Während des Zweiten Weltkrieges wurde die Division in Frankreich, Belgien und in Nordafrika eingesetzt. Später in Italien, in der Schlacht um Monte Cassino, und Griechenland.

### Gliederung der 4. Division im Zweiten Weltkrieg
- 10th Infantry Brigade
  - 2nd Battalion, Bedfordshire and Hertfordshire Regiment
  - 2nd Battalion, Duke of Cornwall's Light Infantry
  - 1st Battalion, Queen’s Own Royal West Kent Regiment
  - 10th Infantry Brigade Anti-Tank Company
  - 1/6th Battalion, East Surrey Regiment

- 11th Infantry Brigade
  - 2nd Battalion, Lancashire Fusiliers
  - 1st Battalion, East Surrey Regiment
  - 1st Battalion, Oxfordshire and Buckinghamshire Light Infantry
  - 11th Infantry Brigade Anti-Tank Company
  - 5th (Huntingdonshire) Battalion, Northamptonshire Regiment

- 12th Infantry Brigade
  - 2nd Battalion, Royal Fusiliers
  - 1st Battalion, South Lancashire Regiment
  - 1st Battalion, Black Watch (Royal Highland Regiment)
  - 12th Infantry Brigade Anti-Tank Company
  - 6th Battalion, Black Watch (Royal Highland Regiment)
  - 1st Battalion, Queen’s Own Royal West Kent Regiment

- 21st Army Tank Brigade
  - 12th Royal Tank Regiment
  - 48th Royal Tank Regiment
  - 145th Regiment Royal Armoured Corps

- 28th Infantry Brigade
  - 2nd Battalion, King's Regiment (Liverpool)
  - 2nd Battalion, Somerset Light Infantry
  - 1st Battalion, Argyll and Sutherland Highlanders
  - 2/4th Battalion, Hampshire Regiment

- Divisionstruppen
  - 5th Dragoon Guards (Aufklärungsbataillon)
  - 4th Battalion, Reconnaissance Corps
  - 2nd Battalion, Royal Northumberland Fusiliers
  - 17th Field Regiment, Royal Artillery
  - 22nd Field Regiment, Royal Artillery
  - 30th Field Regiment, Royal Artillery
  - 77th (Highland) Field Regiment, Royal Artillery
  - 14th Anti-Tank Regiment, Royal Artillery
  - 91st Light Anti-Aircraft Regiment, Royal Artillery
  - 7th Field Company, Royal Engineers
  - 9th Field Company, Royal Engineers
  - 59th Field Company, Royal Engineers
  - 225th Field Company, Royal Engineers
  - 18th Field Park Company, Royal Engineers
  - 3rd Bridging Platoon, Royal Engineers
  - 4th Divisional Signals Regiment, Royal Corps of Signals

### Britische Streitkräfte in Deutschland

#### Rheinarmee
Die Division wurde am 1. April 1956 von der 11th Armoured Division reformiert und nahm im Mai 1958 die 20th Armoured Brigade Group der aufgelösten 6th Armoured Division auf. Während dieser Zeit waren ihr die (Canadian) 4th Infantry Brigade und die 4th Guards Brigade unterstellt.
Im Laufe der 1970er Jahre bestand die 4th Armoured Division (4. Panzerdivision) aus den beiden Kernelemanten der 11th und 20th Armoured Brigade. Sie diente im Operationsgebiet des I. BR Korps als Teil von NORTHAG und hatte seit 1978 ihr Hauptquartier in den Hammersmith Barracks von Herford in Nordrhein-Westfalen. Im Verteidigungsfall hätte die in der Norddeutschen Tiefebene eingesetzte 4th Armoured Division die beiden Task Forces GOLF und HOTEL gebildet. Die 4th Armoured Division hatte bis zum 1. Juli 1993 die Aufgabe einer frontnah eingesetzten Panzerdivision.
Auf dem NATO-Großmanöver Lionheart 84, welches sich im Herbst 1984 im Raum Hannover – Göttingen abspielte, hatte die 4th Armoured Division eine zentrale Rolle im Gefechtsverband der Truppen BLAU.
Während die 3. und 4. Armoured Division ihre Stellungsräume direkt am VRV zugewiesen bekamen, wurde die 2nd Armoured Division als operative Reserve im rückwärtigen Verantwortungsbereich des I. BR Korps bereitgehalten.

#### Gliederung der 4th Armoured Division im Kalten Krieg
- 11th Armoured Brigade (Task Force GOLF in Minden)
  - 107th Regiment Royal Armoured Corps (vormals 5th Battalion, King's Own Royal Regiment (Lancaster))
  - 110th Regiment Royal Armoured Corps (vormals 5th Battalion, Border Regiment)
  - 111th Regiment Royal Armoured Corps (vormals 5th Battalion, Manchester Regiment)
  - 1st Battalion, Highland Light Infantry

- 20th Brigade
  - The Royal Dragoon Guards (Aufklärung)
  - The Queen’s Royal Hussars (Queen’s Own and Royal Irish) (Panzerbataillon)
  - 1st Battalion, The Princess of Wales's Royal Regiment (Queen’s and Royal Hampshires) (Mech Infanterie Bataillon)
  - 5th Battalion, The Rifles (Mech Infanterie Bataillon)
  - The Highlanders, 4th Battalion, The Royal Regiment of Scotland

- 33rd Armoured Brigade (Task Force ECHO in Paderborn)
  - Life Guards
  - 1st Battalion Queen’s Own Highlanders
  - 3rd Battalion The Light Infantry
  - The Blues and Royals (RHD/G) 1 QLR 1 RS (1986)

Im Jahr 1995 wurde die 4th Division (UK) zu einer regenerativen Division, welche die drei regionalen Brigaden 2nd (South East) Brigade, 43rd (Wessex) Brigade und 145th (South) Brigade befehligte. Aus organisatorischen Gründen waren ihr ebenso die British Gurkhas Nepal und die British Garrison in Brunei unterstellt.

## Kommandeure
- 1902 Lieutenant-General Neville Lyttelton
- 1902–1906 Lieutenant-General Sir Charles Edmond Knox
- 1906–1907 Major-General William Franklyn
- 1907–1911 Major-General Herbert Belfield
- 1911–1914 Major-General Thomas Snow
- 1914–1915 Major-General Henry F. M. Wilson
- 1915–1917 Major-General William Lambton
- 1917–1918 Major-General Torquhil Matheson
- Sept. 1918 – Okt. 1918 Major-General Louis Lipsett
- 1918–1919 Major-General Cuthbert Lucas
- 1919–1923 Major-General Sir Cameron Shute
- 1923–1926 Major-General Sir Reginald Stephens
- 1926–1927 Major-General Sir Percy Radcliffe
- 1927–1931 Major-General Archibald Cameron
- 1931–1933 Major-General Charles Bonham-Carter
- 1933–1935 Major-General Sir John Brind
- Jun. 1935 – Nov. 1935 Major-General James Dick-Cunyngham
- 1935–1937 Major-General Clive Liddell
- 1938–1940 Major-General Dudley Johnson
- Jun. 1940 – Okt. 1940 Major-General Ralph Eastwood
- 1940–1942 Major-General John Swayne
- 1942–1943 Major-General John Hawkesworth
- 1943–1944 Major-General Hayman Hayman-Joyce
- 1944–1945 Major-General Alfred Dudley Ward
- 1945–1946 Major-General Colin Callander
- 1946–1947 Major-General Ernest Down

Kommandeure nach der Neuaufstellung im Jahr 1950:
- 1956–1957 Major-General Reginald Hewetson
- 1957–1959 Major-General Gerald Hopkinson
- 1959–1961 Major-General Desmond Gordon
- 1961–1963 Major-General Jean Allard
- 1963–1965 Major-General Basil Eugster
- 1965–1967 Major-General Michael Forrester
- 1967–1969 Major-General Vernon Erskine-Crum
- 1969–1971 Major-General David Fraser
- 1971–1973 Major-General Anthony Farrar-Hockley
- 1973–1975 Major-General Michael Gow
- 1975–1977 Major-General Nigel Bagnall

Kommandeure der 4th Armoured Division:
- 1977–1979 Major-General Richard Vickers
- 1979–1981 Major-General John Akehurst
- 1981–1983 Major-General Jeremy Reilly
- 1983–1985 Major-General John Waters
- 1985–1987 Major-General Michael Hobbs
- 1987–1989 Major-General William Rous
- 1989–1991 Major-General Jeremy Mackenzie
- 1991–1993 Major-General Anthony Denison-Smith

Kommandeure der 4th Division:
- 1996–1998 Major General Nigel Richards
- 1998–2001 Major General Timothy Sulivan
- 2001–2002 Major General John Holmes
- 2002–2003 Major General Andrew Ritchie
- 2003–2004 Major General David Judd
- 2004–2006 Major General Seumas Kerr
- 2006–2008 Major General Peter Everson
- 2008–2011 Major General Lamont Kirkland